# Acacia cremiflora
Acacia cremiflora är en ärtväxtart som beskrevs av B.J.Conn och Tame. Acacia cremiflora ingår i släktet akacior, och familjen ärtväxter. Inga underarter finns listade i Catalogue of Life.

## Bildgalleri

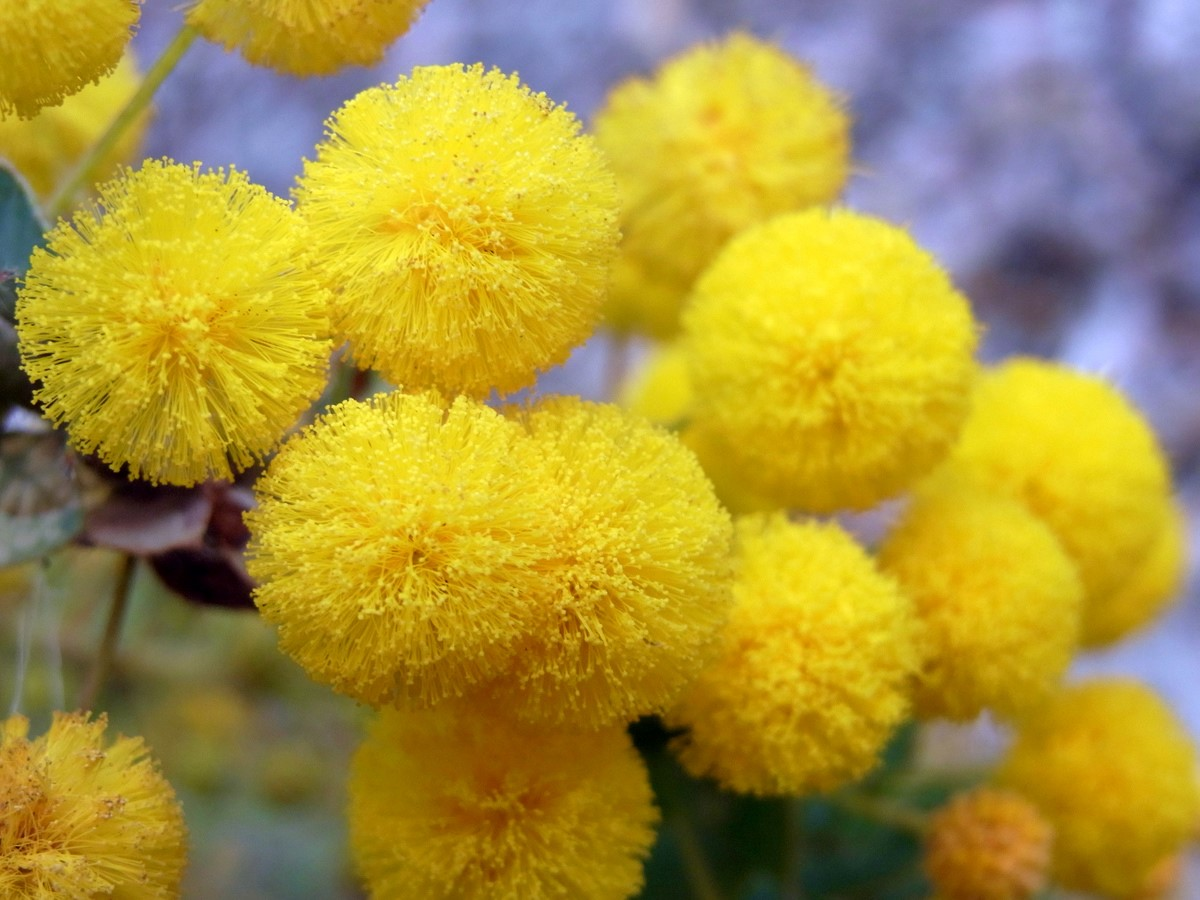